# Mateo de Jumilla
Mateo de Jumilla (Jumilla, siglo XVI - Chachapoyas, 1578) fue un franciscano, hermano profeso y misionero español. Nació en Jumilla (Murcia) en año que desconocemos. En 1545 lo encontramos de misionero en Perú, donde, a pesar de no ser sacerdote, desarrolló un activo apostolado en las provincias de Cajamarca y Puno. Fray Mateo de Jumilla recorría ciudades y aldeas acompañado de 50 jóvenes indios, por él instruidos, con los que, en alta voz, iba recitando la doctrina cristiana por los caminos; además, luego se servía de ellos para la labor catequética, de enorme influencia apostólica sobre los nativos. Falleció con fama de santidad en Chachapoyas (Perú) el 29 de enero de 1578, y por dos veces, en 1588 y 1620, se realizaron investigaciones acerca de sus virtudes heroicas en orden a su proceso de su beatificación.